# Hóquei sobre a grama nos Jogos Olímpicos
O hóquei sobre grama foi introduzido nos Jogos Olímpicos com a competição masculina nos Jogos de Londres, em 1908. Seis equipes participaram da primeira edição, incluindo quatro do Reino Unido da Grã-Bretanha e Irlanda. Após ausência nos jogos seguintes em Estocolmo 1912, o esporte voltou em Antuérpia 1920 com nova conquista da Grã-Bretanha. Em 1924, o hóquei sobre grama foi removido dos Jogos de Paris por não contar com a estrutura internacional necessária. Com a criação da Federação Internacional de Hóquei naquele ano, o hóquei masculino tornou-se presente initerruptamente a partir dos Jogos Olímpicos de 1928, em Amsterdã.
Por um longo período a modalidade foi dominada por apenas duas equipes. Entre 1928 e 1956 a Índia conquistou seis medalhas de ouro olímpicas seguidas. O Paquistão com três campeonatos e três medalhas de prata rivalizou com os indianos durante bom tempo. Recentemente outras equipes como Alemanha, Austrália e Países Baixos obtiveram reconhecido sucesso.

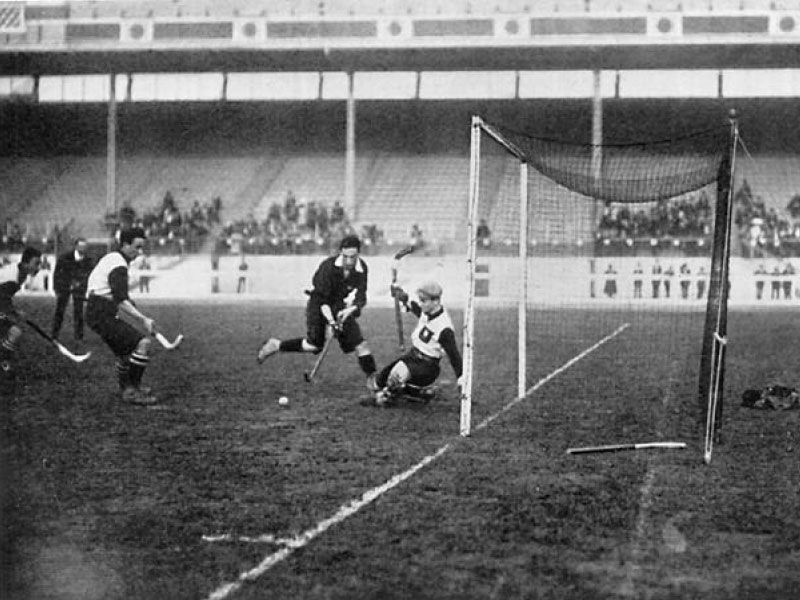
Grã-Bretanha (Escócia) marca contra a Alemanha nos Jogos Olímpicos de 1908

O primeiro torneio feminino foi disputado nos Jogos Olímpicos de Moscou, em 1980, com a equipe do Zimbábue sagrando-se campeã. Com cinco medalhas de ouro, os Países Baixos são a mais vitoriosa equipe entre as mulheres. O hóquei olímpico é disputado sobre grama sintética desde as Olimpíadas de Montreal 1976.

## Torneio masculino
| 1908 Detalhes | Londres          | Grã-Bretanha (Inglaterra) | 8 – 1                   | Grã-Bretanha (Irlanda) | Grã-Bretanha (Escócia) Grã-Bretanha (País de Gales) | [ 1 ]                   |                    |
| 1920 Detalhes | Antuérpia        | Grã-Bretanha              | [ 2 ]                   | Dinamarca              | Bélgica                                             | [ 2 ]                   | França             |
| 1928 Detalhes | Amsterdã         | Índia                     | 3 – 0                   | Países Baixos          | Alemanha                                            | 3 – 0                   | Bélgica            |
| 1932 Detalhes | Los Angeles      | Índia                     | [ 3 ]                   | Japão                  | Estados Unidos                                      | [ 3 ]                   |                    |
| 1936 Detalhes | Berlim           | Índia                     | 8 – 1                   | Alemanha               | Países Baixos                                       | 4 – 3                   | França             |
| 1948 Detalhes | Londres          | Índia                     | 4 – 0                   | Grã-Bretanha           | Países Baixos                                       | 1 – 1 (pro) (4 – 1 pen) | Paquistão          |
| 1952 Detalhes | Helsinque        | Índia                     | 6 – 1                   | Países Baixos          | Grã-Bretanha                                        | 2 – 1                   | Paquistão          |
| 1956 Detalhes | Melbourne        | Índia                     | 1 – 0                   | Paquistão              | Equipe Alemã Unida                                  | 3 – 1                   | Grã-Bretanha       |
| 1960 Detalhes | Roma             | Paquistão                 | 1 – 0                   | Índia                  | Espanha                                             | 2 – 1                   | Grã-Bretanha       |
| 1964 Detalhes | Tóquio           | Índia                     | 1 – 0                   | Paquistão              | Austrália                                           | 3 – 2 (pro)             | Espanha            |
| 1968 Detalhes | Cidade do México | Paquistão                 | 2 – 1                   | Austrália              | Índia                                               | 2 – 1                   | Alemanha Ocidental |
| 1972 Detalhes | Munique          | Alemanha Ocidental        | 1 – 0                   | Paquistão              | Índia                                               | 2 – 1                   | Países Baixos      |
| 1976 Detalhes | Montreal         | Nova Zelândia             | 1 – 0                   | Austrália              | Paquistão                                           | 3 – 2                   | Países Baixos      |
| 1980 Detalhes | Moscou           | Índia                     | 4 – 3                   | Espanha                | União Soviética                                     | 2 – 1                   | Polônia            |
| 1984 Detalhes | Los Angeles      | Paquistão                 | 2 – 1 (pro)             | Alemanha Ocidental     | Grã-Bretanha                                        | 3 – 2                   | Austrália          |
| 1988 Detalhes | Seul             | Grã-Bretanha              | 3 – 1                   | Alemanha Ocidental     | Países Baixos                                       | 2 – 1                   | Austrália          |
| 1992 Detalhes | Barcelona        | Alemanha                  | 2 – 1                   | Austrália              | Paquistão                                           | 4 – 3                   | Países Baixos      |
| 1996 Detalhes | Atlanta          | Países Baixos             | 3 – 1                   | Espanha                | Austrália                                           | 3 – 2                   | Alemanha           |
| 2000 Detalhes | Sydney           | Países Baixos             | 3 – 3 (pro) (5 – 4 pen) | Coreia do Sul          | Austrália                                           | 6 – 3                   | Paquistão          |
| 2004 Detalhes | Atenas           | Austrália                 | 2 – 1 (pro)             | Países Baixos          | Alemanha                                            | 4 – 3                   | Espanha            |
| 2008 Detalhes | Pequim           | Alemanha                  | 1 – 0                   | Espanha                | Austrália                                           | 6 – 2                   | Países Baixos      |
| 2012 Detalhes | Londres          | Alemanha                  | 2 – 1                   | Países Baixos          | Austrália                                           | 3 – 1                   | Grã-Bretanha       |
| 2016 Detalhes | Rio de Janeiro   | Argentina                 | 4 – 2                   | Bélgica                | Alemanha                                            | 1 – 1 (pro) (4 – 3 pen) | Países Baixos      |
| 2020 Detalhes | Tóquio           | Bélgica                   | 1 – 1 (pro) (3 – 2 pen) | Austrália              | Índia                                               | 5 – 4                   | Alemanha           |
| 2024 Detalhes | Paris            | Países Baixos             | 1 – 1 (pro) (3 – 1 pen) | Alemanha               | Índia                                               | 2 – 1                   | Espanha            |

## Torneio feminino
| 1980 Detalhes | Moscou         | Zimbábue      | [ 4 ]                   | Checoslováquia     | União Soviética | [ 4 ]                   | Índia         |
| 1984 Detalhes | Los Angeles    | Países Baixos | [ 4 ]                   | Alemanha Ocidental | Estados Unidos  | [ 4 ]                   | Austrália     |
| 1988 Detalhes | Seul           | Austrália     | 2 – 0                   | Coreia do Sul      | Países Baixos   | 3 – 1                   | Grã-Bretanha  |
| 1992 Detalhes | Barcelona      | Espanha       | 2 – 1 (pro)             | Alemanha           | Grã-Bretanha    | 4 – 3                   | Coreia do Sul |
| 1996 Detalhes | Atlanta        | Austrália     | 3 – 1                   | Coreia do Sul      | Países Baixos   | 0 – 0 (pro) (4 – 3 pen) | Grã-Bretanha  |
| 2000 Detalhes | Sydney         | Austrália     | 3 – 1                   | Argentina          | Países Baixos   | 2 – 0                   | Espanha       |
| 2004 Detalhes | Atenas         | Alemanha      | 2 – 1                   | Países Baixos      | Argentina       | 1 – 0                   | China         |
| 2008 Detalhes | Pequim         | Países Baixos | 2 – 0                   | China              | Argentina       | 3 – 1                   | Alemanha      |
| 2012 Detalhes | Londres        | Países Baixos | 2 – 0                   | Argentina          | Grã-Bretanha    | 3 – 1                   | Nova Zelândia |
| 2016 Detalhes | Rio de Janeiro | Grã-Bretanha  | 3 – 3 (pro) (2 – 0 pen) | Países Baixos      | Alemanha        | 2 – 1                   | Nova Zelândia |
| 2020 Detalhes | Tóquio         | Países Baixos | 3 – 1                   | Argentina          | Grã-Bretanha    | 4 – 3                   | Índia         |
| 2024 Detalhes | Paris          | Países Baixos | 1 – 1 (pro) (3 – 1 pen) | China              | Argentina       | 2 – 2 (pro) (3 – 1 pen) | Bélgica       |

## Quadro geral de medalhas

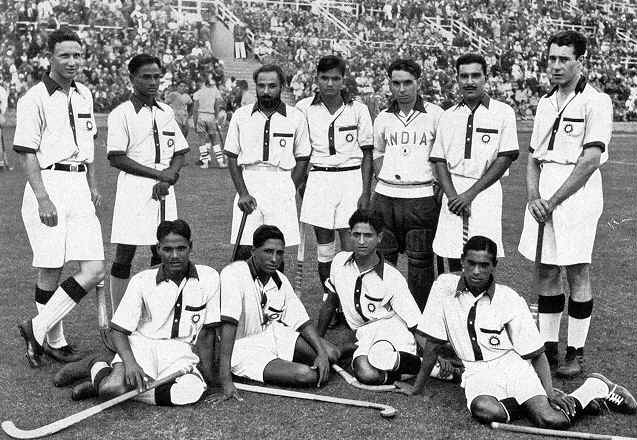
Equipe da Índia campeã nos Jogos de 1936: nação é a mais vitoriosa na história do hóquei olímpico

| Ordem | País                   | Medalha de ouro | Medalha de prata | Medalha de bronze |     |
| ----- | ---------------------- | --------------- | ---------------- | ----------------- | --- |
| 1     | NED Países Baixos      | 8               | 6                | 6                 | 20  |
| 2     | IND Índia              | 8               | 1                | 4                 | 13  |
| 3     | AUS Austrália          | 4               | 4                | 5                 | 13  |
| 4     | GBR Grã-Bretanha       | 4               | 2                | 7                 | 13  |
| 5     | GER Alemanha           | 4               | 3                | 4                 | 11  |
| 6     | PAK Paquistão          | 3               | 3                | 2                 | 8   |
| 7     | ARG Argentina          | 1               | 3                | 3                 | 7   |
| 8     | ESP Espanha            | 1               | 3                | 1                 | 5   |
| 9     | FRG Alemanha Ocidental | 1               | 3                |                   | 4   |
| 10    | BEL Bélgica            | 1               | 1                | 1                 | 3   |
| 11    | NZL Nova Zelândia      | 1               |                  |                   | 1   |
|       | ZIM Zimbabwe           | 1               |                  |                   | 1   |
| 13    | KOR Coreia do Sul      |                 | 3                |                   | 3   |
| 14    | CHN China              |                 | 2                |                   | 2   |
| 15    | TCH Checoslováquia     |                 | 1                |                   | 1   |
|       | DEN Dinamarca          |                 | 1                |                   | 1   |
|       | JPN Japão              |                 | 1                |                   | 1   |
| 18    | USA Estados Unidos     |                 |                  | 2                 | 2   |
|       | URS União Soviética    |                 |                  | 2                 | 2   |
| 20    | EUA Equipe Alemã Unida |                 |                  | 1                 | 1   |
| TOTAL | TOTAL                  | 37              | 37               | 38                | 112 |

### Masculino
| Ordem | País                   | Medalha de ouro | Medalha de prata | Medalha de bronze |    |
| ----- | ---------------------- | --------------- | ---------------- | ----------------- | -- |
| 1     | IND Índia              | 8               | 1                | 4                 | 13 |
| 2     | NED Países Baixos      | 3               | 4                | 3                 | 10 |
| 3     | PAK Paquistão          | 3               | 3                | 2                 | 8  |
| 4     | GBR Grã-Bretanha       | 3               | 2                | 4                 | 9  |
| 5     | GER Alemanha           | 3               | 2                | 3                 | 8  |
| 6     | AUS Austrália          | 1               | 4                | 5                 | 10 |
| 7     | FRG Alemanha Ocidental | 1               | 2                |                   | 3  |
| 8     | BEL Bélgica            | 1               | 1                | 1                 | 3  |
| 9     | ARG Argentina          | 1               |                  |                   | 1  |
|       | NZL Nova Zelândia      | 1               |                  |                   | 1  |
| 11    | ESP Espanha            |                 | 3                | 1                 | 4  |
| 12    | KOR Coreia do Sul      |                 | 1                |                   | 1  |
|       | DEN Dinamarca          |                 | 1                |                   | 1  |
|       | JPN Japão              |                 | 1                |                   | 1  |
| 15    | EUA Equipe Alemã Unida |                 |                  | 1                 | 1  |
|       | USA Estados Unidos     |                 |                  | 1                 | 1  |
|       | URS União Soviética    |                 |                  | 1                 | 1  |
| TOTAL | TOTAL                  | 25              | 25               | 26                | 76 |

### Feminino
| Ordem | País                   | Medalha de ouro | Medalha de prata | Medalha de bronze |    |
| ----- | ---------------------- | --------------- | ---------------- | ----------------- | -- |
| 1     | NED Países Baixos      | 5               | 2                | 3                 | 10 |
| 2     | AUS Austrália          | 3               |                  |                   | 3  |
| 3     | GER Alemanha           | 1               | 1                | 1                 | 3  |
| 4     | GBR Grã-Bretanha       | 1               |                  | 3                 | 4  |
| 5     | ESP Espanha            | 1               |                  |                   | 1  |
|       | ZIM Zimbabwe           | 1               |                  |                   | 1  |
| 7     | ARG Argentina          |                 | 3                | 3                 | 6  |
| 8     | CHN China              |                 | 2                |                   | 2  |
|       | KOR Coreia do Sul      |                 | 2                |                   | 2  |
| 10    | FRG Alemanha Ocidental |                 | 1                |                   | 1  |
|       | TCH Checoslováquia     |                 | 1                |                   | 1  |
| 12    | USA Estados Unidos     |                 |                  | 1                 | 1  |
|       | URS União Soviética    |                 |                  | 1                 | 1  |
| TOTAL | TOTAL                  | 12              | 12               | 12                | 36 |